# Darrel Moellendorf
Darrel Frank Moellendorf ist ein politischer Philosoph mit dem Schwerpunkt Klimagerechtigkeit. Er ist Professor für internationale politische Theorie und Philosophie am Fachbereich Gesellschaftswissenschaften der Johann Wolfgang Goethe-Universität Frankfurt am Main. Seine Arbeitsschwerpunkte liegen in den Bereichen Klimawandel und Gerechtigkeit, normative Bedeutung des Anthropozäns, sowie in der Philosophie der Hoffnung.

## Leben
Moellendorf schloss 1983 ein Bachelorstudium der "Liberal Arts" am St. John’s College ab. Es folgten ein Master- und Promotionsstudium in Philosophie an der Claremont Graduate School, das er 1985 bzw. 1990 abschloss. Er war Lecturer in Philosophie am Riverside Community College, danach Assistant Professor an der California State Polytechnic University. Nach Stationen an der University of Witwatersrand, sowie als Gründungsdirektor am "Institute for Ethics and Public Affairs" an der San Diego State University, nahm Moellendorf den Ruf auf die Professur für Internationale Politische Theorie und Philosophie an die Goethe-Universität Frankfurt an. Von 2008 bis 2009 war er außerdem Member of the School of Social Sciences at the Institute for Advanced Study an der Princeton University.

## Wirken
Moellendorf erforscht schwerpunktmäßig Fragen globaler Gerechtigkeit. Er betrachtet in seiner Arbeit unter anderem den Klimawandel unter dem Aspekt globaler Gerechtigkeit. Auch befasst er sich mit der normativen Bedeutung des Anthropozäns.

## Veröffentlichungen (Auswahl)
- mit Lukas Sparenborg (Hg.): Klimaethik. Ein Reader. Suhrkamp, Berlin 2025.
- mit Heather Widdows: The Routledge Handbook of Global Ethics. Routledge, 2014.
- The Moral Challenges of Dangerous Climate Change: Values, Poverty, and Policy. Cambridge University Press, 2014.
- Global Inequality Matters. Palgrave Macmillan, 2009.
- mit Thomas Pogge: Global Justice: Seminal Essays. Paragon, 2008.
- mit Gillian Brock: Current Debates in Global Justice. Springer, 2005.
- mit  Christopher J. Roeder: Jurisprudence. Juta, 2004.
- Cosmopolitan Justice. Westview Press, 2002.